# Les Choristes
Els xiquets del cor (Les Choristes, en francés) és una pel·lícula francesa en coproducció amb Suïssa dirigida per Christophe Barratier i estrenada el 2004. Ha estat doblada al valencià.

## Argument
El famós director d'orquestra Pierre Morhange s'assabenta a Nova York de la mort de la seva mare a França. Després de l'enterrament, rep la visita inesperada d'un dels seus antics companys de classe, Pépinot, que no havia vist des de fa més de cinquanta anys quan eren junts a l'internat, qui li porta el diari del vigilant de l'escola Clément Mathieu. D'aquestes pàgines en surten els records que conformen la pel·lícula.
El 1949, Clément Mathieu (Gérard Jugnot) era un professor de música a l'atur. Accepta una feina de vigilant en un reformatori en el qual resideixen nois difícils. L'internat es diu Fond de l'Étang (Fons de l'estany). Rachin (François Berléand), el director, el gestiona amb disciplina i mà de ferro, seguint el seu lema d'«Acció, reacció». Quan un alumne comet una falta, és castigat sense pietat. Malgrat això, no acaba de controlar els alumnes més difícils. Tot just arribat, Mathieu n'ha de castigar un que ha posat una trampa a la porta de la infermeria, que va ferir el bidell. Els mètodes violents i inapropiats rebel·len Mathieu que, malgrat l'agressivitat dels deixebles, sent compassió i estimació. S'adona que necessiten comprensió i llibertat. Es posa mans a l'obra en la tasca de formar un cor i aconseguir permís del director. Coneix el poder de la música i creu que la màgia del cant aconseguirà ser un pal·liatiu. Reconeix el talent musical de Pierre Morhange i convenç la seva mare d'inscriure'l al conservatori.
A través d'aquest cor aconsegueix canviar la vida desgraciada de diversos alumnes. Mathieu s'enfronta a diversos problemes: d'una banda la conducta dels alumnes, d'altra l'atracció que sent per la mare de Pierre i per acabar, les diferències de criteri amb el director. Un dia, en l'absència del director, Clément organitza una excursió al bosc; mentrestant per venjança, un dels exalumnes incendia una part de l'internat. En tornar, el director pren l'incident com a pretext per a acomiadar Mathieu.
Mathieu marxa del centre, després d'un emotiu comiat. En pujar a l'autobús, Pépinot s'hi acosta corrent i li demana que se l'emporti amb ell. Inicialment, Clément dubta, però acaba cedint i adopta Pépinot. La mare de Pierre es reconcilia amb el seu fill, i se'n van tots dos cap a Lió, on Pierre s'inscriu al conservatori. Els col·legues es querellen contra el director i després d'una indagació aquest és acomiadat.

## Repartiment
- Gérard Jugnot: Clément Mathieu
- François Berléand: Director Rachin
- Jean-Baptiste Maunier: Pierre Morhange (nen)
- Jacques Perrin: Pierre Morhange (adult)
- Kad Merad: Vigilant Chabert
- Marie Bunel: Violette Morhange
- Philippe Du Janeran: Langlois
- Jean-Paul Bonnaire: Maxence
- Maxence Perrin: Pépinot (nen)
- Didier Flamand: Pépinot (adult)
- Grégory Gatignol: Mondain
- Cyril Bernicot: Le Querrec
- Thomas Blumenthal: Corbin
- Simon Fargeot: Boniface
- Théodule Carré-Chassaigne: Leclerc
- Carole Weiss: La comtessa
- Erick Desmarestz: El doctor Dervaux

## Sobre la pel·lícula

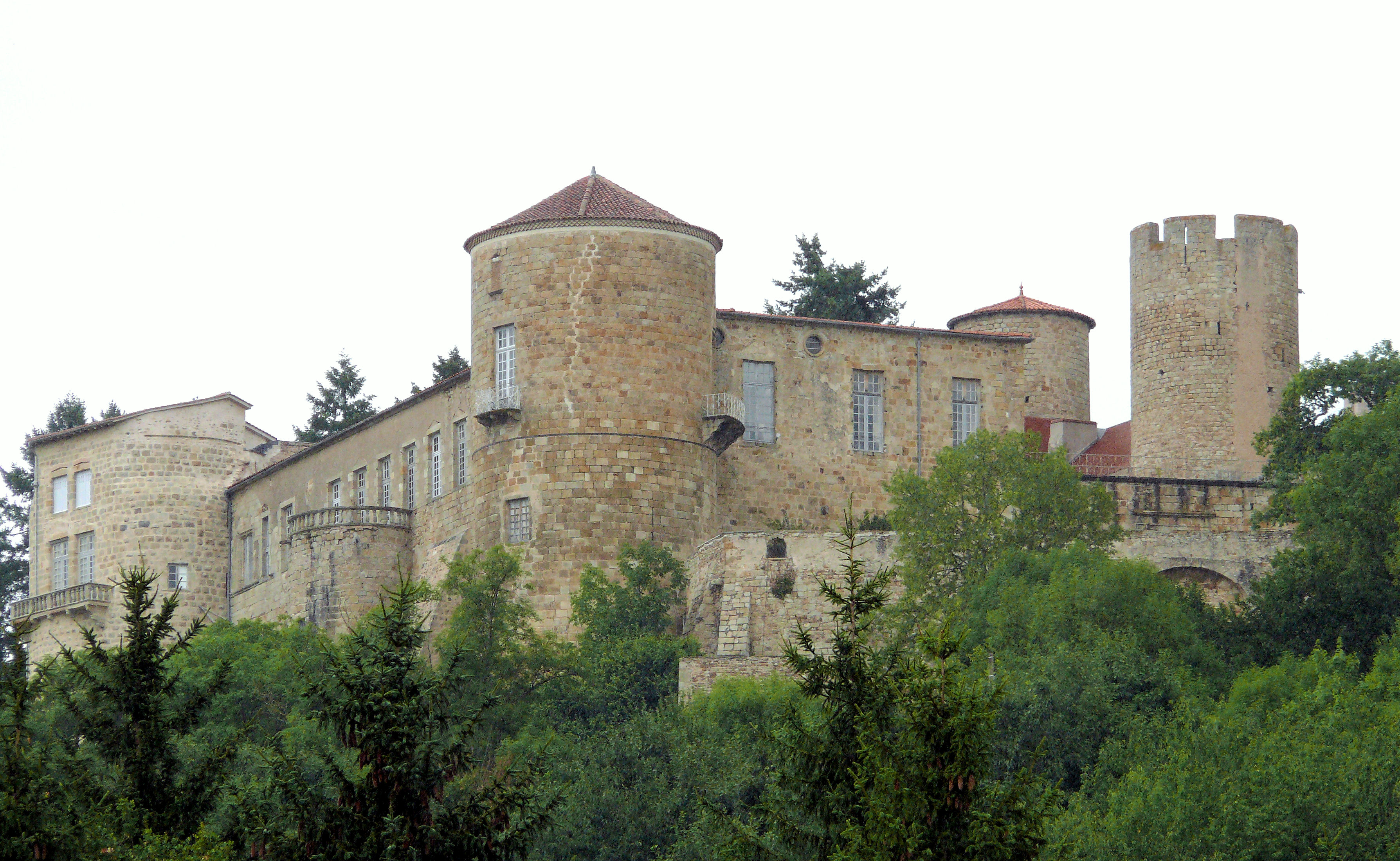
Castell de Ravel

- La pel·lícula és un dels més grans èxits de la història del cinema francès, tan sorprenent com immediat amb els seus vuit milions i mig d'entrades en deu setmanes d'explotació.
- La pel·lícula va ser difosa per primera vegada el 25 d'abril de 2006 a la televisió a France 2 i va reunir 11,5 milions de persones davant la pantalla.[2]
- Es tracta d'un nova versió de la pel·lícula de Jean Dréville, La Cage aux rossignols (1945) en la qual participaven el cor dels Petits Chanteurs a la Croix de Bois.
- La majoria dels nens no són actors professionals i han estat seleccionats a les escoles i col·legis de la regió de Clarmont d'Alvèrnia, excepte dos, parisencs. Pel que fa a Maxence Perrin, és el fill de Jacques Perrin que obre i tanca la pel·lícula; i Jean-Baptiste Maunier és membre de la coral dels « Petits cantants de Saint-Marc ».
- Contràriament a La Cage aux rossignols, la pel·lícula no acaba amb un final feliç. Tot i no ser tràgic, deixa moltes portes obertes sobre l'esdevenir dels personatges: que pot ser de Clément Mathieu o de Pépinot, així com dels nens de la coral.
- L'èxit de la pel·lícula va provocar a França una fascinació pel cant coral, sobretot pels cors de nens, donant un alè a aquestes formacions musicals que queien en desús. També ha permès al castell de Ravel (lloc de rodatge de la pel·lícula a Ravel (Puèi Domat)) de guanyar-se una gran notorietat i de triplicar el nombre anual de visitants.

## Premis
- 2005 premis César a la millor música
- 2005 premis César al millor so

## Nominacions
- 2005 Oscar a la millor cançó per la cançó: « Vois sur ton chemin »
- 2005 Oscar a la millor pel·lícula de parla no anglesa
- 3 nominacions als BAFTA 2005
- 8 nominacions als premis César